# Smaragdina diversipes
Smaragdina diversipes es una especie de insecto coleóptero de la familia Chrysomelidae.
Fue descrita científicamente en 1839 por Letzner.